# Jesewitz
Jesewitz é um município da Alemanha, situado no distrito da Saxônia do Norte, no estado da Saxônia. Tem 52,27 km² de área, e sua população em 2019 foi estimada em 3.090 habitantes.